# 4125-ös busz
A 4125-ös jelzésű autóbuszvonal a Jósvafő-Aggtelek vasútállomás, Szögliget, Jósvafő és Aggtelek között húzódó regionális vonal, amelyet a Volánbusz Zrt. üzemeltet.

## Útvonala
Az autóbuszvonal az Aggteleki-karszt és a Jósva-patak körüli településeket közi össze a Miskolc–Tornanádaska-vasútvonal által érintett, Perkupához tartozó Jósvafő-Aggtelek vasútállomással. A nap folyamán többféle autóbusz járja a környék turisztikai látványosságait, a térségből többször is csatlakozást biztosítva a borsodi megyeszékhely, Miskolc, a vasútvonal szlovák határ közeli Tornanádaska irányába, illetve több városba is, más utakon.
A 27-es főút mentén levő Jósvafő-Aggtelek vasútállomásról indul. Útját északnyugati irányban kezdi el Bódvaszilas felé, azonban a Ménes-patak közelében letér róla. Ebben az elágazásban az esetek többségében érinti Szögliget települést, ahonnan az egykori Szádvár romjai, és egy észak-Magyarországi kihalt falu, Derenk érhető el, mely szintén határos a közeli Szlovákiával, ahogyan az autóbuszvonal által feltárt községek is. A középkori erődítmény és a mai emlékhely nem érhető el autóbusszal, mindössze csak a zsákfalu központja. Következőnek Szin községet nyugati irányban szeli át, mint ahogy a vele szomszédos Szinpetrit is. Előbbiből Szelcepuszta, utóbbiból a mára már tömegközlekedéssel nem rendelkező Tornakápolna közelíthető meg. Szinpetrin található a világ legnagyobb könyve a helyi vízimalomban. Tovább az Aggteleki Nemzeti Park területén, az erre jellemző vízfolyásos, sziklás, erdős szakaszokon át Jósvafőre érkezik, a környék egyik legtöbb látnivalójával rendelkező településére. Itt van a vonal felezőpontja, ahonnan eljutás biztosított közvetlenül Miskolcra (3704), Szendrőn és Edelényen át, valamint Budapestre is, napjában egyszer Kazincbarcikán és Egeren (1054), hétvégén egyszer Ózdon, Pétervásárán és Bátonyterenyén át (1034), többekközött munkanapokon eljutás lehetséges Putnokról is (4140) ide. Itt ered a Jósva-patak, az erdő mélyén itt bújik meg a jósvafői Tengerszem, a Hucul-ménes, a Baradla-barlang jósvafői bejárata, illetve számtalan más természeti érték is.
A Vörös-tó mentén érkezik végállomására, Aggtelekre. A járatok túlnyomó többsége a Baradla-barlang aggteleki bejáratánál végállomásoznak, a Pelsőc felé vezető úton.

## Közlekedése
Indításai a hét minden napján történnek, szólók ingázásával. Jelentős szerepet tölt be az azonos útvonalon fekvő 4081-es busz, mely több járatot indít legfőképpen a régi időkben szükséges időpontokban (műszakváltás hajnalban, délben, késő este), némelyek Kazincbarcikára, vagy Berentére tovább közlekedve Szendrőn és Rudabányán keresztül. A vonal egyes szakaszait 5 másik (1034, 1054, 3704, 3707, 4136) buszvonal is bejárja.

### Törzsjárművei
Kazincbarcikán vagy Ózdon telephelyező buszok végzik a környék kiszolgálását.
- az NML-852 rendszámú Irisbus Crossway,
- az RTR-832 rendszámú Credo Econell 12,
- az RTR-833 rendszámú Credo Econell 12,
- az RTR-837 rendszámú Credo Econell 12 autóbuszok.

### Csatlakozást biztosít
- Jósvafő-Aggtelek vasútállomáson – Miskolc és Tornanádaska felé/felől vonatra (Miskolc–Tornanádaska-vasútvonal).

| Viszonylat                                       | Indításszám     | Közlekedési rend |
| ------------------------------------------------ | --------------- | ---------------- |
| Jósvafő-Aggtelek vá. – Szögliget, aut. ford.     | 2 pár           | munkanapokon     |
| Jósvafő-Aggtelek vá. – Szögliget, aut. ford.     | 1 pár           | hétvégén         |
| Jósvafő-Aggtelek vá. – Jósvafő, aut. vt.         | 1 pár           | munkanapokon     |
| Jósvafő-Aggtelek vá. ➝ Aggtelek, aut. vt.        | 1 oda           | naponta          |
| Jósvafő-Aggtelek vá. – Aggtelek, Baradla-barlang | 4 oda, 5 vissza | naponta          |
| Aggtelek, Baradla-barlang ➝ Jósvafő, aut. vt.    | 1 oda           | tanítási napokon |

## Megállóhelyei
| 0 | Jósvafő-Aggtelek vasútállomás végállomás          | 0.0 km  | 3703, 3704, 3707, 4081, 4136 személyvonat – Jósvafő-Aggtelek [94.] |
| 1 | Szögligeti elágazás                               | 1.1 km  | 3703, 3704, 3707, 4081, 4136                                       |
| Tanítási napokon 4/5, tanszünetben munkanapokon 5/6; szabadnapokon 2; munkaszüneti napokon 1 alkalommal nem érintett. |                                                   |         |                                                                    |
| 2 | Szögliget, Kossuth utca 103.                      | 3.3 km  | 3707, 4081, 4136                                                   |
| 3 | Szögliget, autóbusz-forduló vonalközi végállomás  | 4.0 km  | 3707, 4081, 4136                                                   |
| 4 | Szögliget, Kossuth utca 103.                      | 4.7 km  | 3707, 4081, 4136                                                   |
| 5 | Szögligeti elágazás                               | 6.9 km  | 3703, 3704, 3707, 4081, 4136                                       |
| 6 | Szin, orvosi rendelő                              | 8.6 km  | 3704, 4081                                                         |
| 7 | Szin, erdőgazdaság                                | 9.1 km  | 3704, 4081                                                         |
| 8 | Szin, kápolna                                     | 9.6 km  | 3704, 4081                                                         |
| 9 | Szinpetri, Ady Endre utca                         | 11.7 km | 3704, 4081                                                         |
| 10 | Szinpetri, autóbusz-váróterem                     | 12.2 km | 3704, 4081                                                         |
| 11 | Jósvafő, Petőfi utca 8.                           | 17.5 km | 3704, 4081                                                         |
| 12 | Jósvafő, autóbusz-váróterem vonalközi végállomás  | 18.1 km | 1034, 1054 3704, 4081                                              |
| 13 | Jósvafő, szálló bejárati út                       | 18.7 km | 4081, 4140                                                         |
| 14 | Vörös-tó, barlang bejárati út                     | 20.8 km | 1034, 1054 4081, 4140                                              |
| 15 | Aggtelek, autóbusz-váróterem vonalközi végállomás | 23.9 km | 1034, 1054 4075, 4078, 4081, 4104, 4140                            |
| 16 | Aggtelek, iskola                                  | 24.2 km | 4079, 4081                                                         |
| 17 | Aggtelek, Kossuth utca barlang bejárati út        | 24.5 km | 1034, 1054 4075, 4078, 4079, 4081, 4104, 4140                      |
| 18 | Aggtelek, Baradla-barlang végállomás              | 25.1 km | 1034, 1054                                                         |